# Gaffes en gros
Gaffes en gros est l'album no 4 dans la série originale de Gaston Lagaffe. Il paraît en 1965 en petit format aux éditions Dupuis.

## Présentation de l'album
Il parait en 1965 aux éditions Dupuis. Il sort en quatrième position dans la série.
Pour la première fois Gaston fréquente un personnage féminin. Même si cette première prise de contact entre Gaston et Mademoiselle Jeanne se fait à la limite de la goujaterie (Gaston ayant besoin de sa queue de cheval rousse pour l'arrière-train de son costume de centaure.), la façon dont ils rougissent tous les deux au premier contact démontre déjà un certain sentiment qui éclatera plus tard. Sur le dos de l'album il est annoncé la parution prochaine du numéro 5, mais le prochain album de Gaston qui paraitra portera le numéro 1 et non le numéro 5.

## Rééditions
En février 2007 à l'occasion des 50 ans de Gaston Lagaffe, le journal belge Le Soir réédite les 5 albums en petits formats vendus comme suppléments avec le journal. Le numéro 4 est vendu avec l'édition du 2 mars 2007.

## Source
Franquin : Chronologie d’une œuvre, pp. 96-98